# Kyle Singler
Kyle Edward Singler (ur. 4 maja 1988 w Medford) – amerykański koszykarz, występujący na pozycji niskiego skrzydłowego.
Sezon 2012-13 spędził w Europie, grając w CB Lucentum Alicante i Realu Madryt.
W 2007 wystąpił w trzech meczach gwiazd amerykańskich szkół średnich – McDonald’s All-American, Jordan Classic i Nike Hoop Summit. Został też wybrany do I składu Parade All-American i USA Today All-USA. W 2006 zaliczono go do II składu Parade All-American.
Singler został wybrany z 3 numerem w drugiej rundzie w drafcie NBA w 2011 przez Detroit Pistons. W sierpniu 2011 podpisał kontrakt z hiszpańskim  CB Lucentum Alicante do końca lokautu NBA. W swoim debiutanckim sezonie w lidze hiszpańskiej, został MVP w pierwszym meczu po zdobyciu 23 punktów, 4 zbiórek i 3 asyst. Po zakończeniu lokautu, Singler zdecydował się opuścić klub. Przeszedł do Realu Madryt po tym, jak kluby uzgodniły kwotę transferu.
Singler pomógł Realowi w zdobyciu Pucharu Króla.
31 sierpnia 2018 został zwolniony przez klub Oklahoma City Thunder.

## Osiągnięcia
Stan na 30 marca 2018, na podstawie, o ile nie zaznaczono inaczej.
NCAA
- Mistrz:
  - NCAA (2010)[8]
  - turnieju konferencji Atlantic Coast (ACC – 2009–2011)
- Uczestnik:
  - rozgrywek Sweet 16 turnieju NCAA (2009–2011)
  - turnieju NCAA (2008–2011)
  - sezonu zasadniczego ACC (2010)
- Most Outstanding Player turnieju mężczyzn NCAA (2010)[9]
- MVP turnieju:
  - ACC (2010)[10]
  - Maui Invitational (2008)
  - Coaches vs. Classic (2009)
  - Coaches vs. Classic Durham Regional (2009)
- Najlepszy pierwszoroczny zawodnik konferencji ACC (2008)[11]
- Zaliczony do:
  - II składu All-American (2011)
  - I składu:
    - ACC (2010, 2011)
    - turnieju:
      - ACC (2009–2011)
      - Maui Invitational (2008)
      - Coaches vs. Classic (2009)

    - najlepszych pierwszorocznych zawodników ACC (2008)
    - NCAA Final Four (2010 przez AP)[12]

  - II składu ACC (2009)
  - III składu ACC (2008)
  - V skład All-American (2010 przez Sporting News)

NBA
- Zaliczony do II składu debiutantów NBA (2013)[13]

Inne
- Wicemistrz Hiszpanii (2012)
- Zdobywca pucharu Hiszpanii (2012)
- MVP tygodnia ACB (1 – 2011/2012)

Reprezentacja
- Mistrz Ameryki U–18 (2006)
- Członek USA Select Team (2010)